# Брест (дрво)
Брест (ијек. бријест; Ulmus sp.) је род скривеносеменица из породице брестова (Ulmaceae), који обухвата листопадне, ретко полузимзелене и зимзелене врсте шумског дрвећа. Потпородицу Ulmoideae поред рода брест чини још 5 родова. Род брестова заузима централно месту у оквиру ове потпородице и обухвата око 75% њених врста раширених у умереном, и ређе тропском појасу северне хемисфере.

## Морфологија
Висина до 35-40 m, прсни пречник 3-4 m; круна густа округла или елиптична са дебелим основним гранама и танким густо разгранатим периферијским. Кора јако испуцала; леторасти код неких врста са плутастим израштајима; пупољци на избојку косо изнад лисног ожиљка отклоњени средње величине, вршни недостаје; цветни се разликују од лисних.
Корен моћан, са појединим жилама усмереним наниже и масом површинских. Код великих стабала понекад се формира даскасто корење (U. laevis и U. japonica) висине 30-50 cm. Микориза на корену обилна, често у облику дебелих наслага. Код великог броја врста честа је појава коренских избојака.
Распоред листова наизменичан, понекад мозаичан. Листови су прости, асиметрични, двоструко тестерасти или назубљени, на кратким петељкама; нерватура типично пераста, са снажно развијеним средишњим и кратким бочним нервима, који се завршавају у зупцима лиске; површина је често покривена финим или грубим длачицама.
Цветови мали, двополни; чашица је звонаста са 4-9 режњева, прашници и истом броју као режњеви; тучак настаје срастањем два оплодна листића, у једном од њих развија се семени заметак; жиг образују вршни делови оплодних листића који не срастају; цвасти праменасте скупине или гроздићи, већином на прошлогодишњим или овогодишњим избојцима. Цветање већина врста пре листања, врло рано у пролеће.
Плод је пљосната орашица, окружена широким, жућкастобелим мембранозним крилом, ређе бескрилна плодоношење неколико недеља после цветања; плод опада одмах по сазревању. Има врста које цветају и плодоносе у јесен. Семе са пљоснатим ембрионом и трослојном семењачом; четврти унутрашњи слој сачињен је од реда ћелија ендосперма. Код неколико врста јавља се дормантност ембриона. Клијање надземно; поник се јавља неколико дана по сетви. Примарни летораст клијавца има хетеробластно развиће: наспрамни распоред листова, симетрију основе лиски, радијалну симетрију, образовање вршног пупољка. Котиледони објајасти, при основи са два режња, одоздо светлозелени.
- Горски брест (U. glabra) старо стабло на Гочу.
- Клон холандског бреста Ulmus x hollandica 'Vegeta' хабитус.
- Сибирски брест  хабитус.
- Амерички брест  хабитус.
- Горски брест (U. glabra) - дебло.
- Горски брест (U. glabra) - кора.
- Кора кинеског бреста.
- Лист азијског бреста.
- Гранчица сибирског бреста
- Лист хибридног бреста.
- Цвасти сибирског бреста .
- Крилате орашице пољског бреста.
- Плодови-крилате орашице U. glabra.
- Плодови-крилате орашице веза (U. laevis).
- Горски брест (U. glabra) клијавац: R - радикула, H - хопокотил, K - котиледон, E - епикотил.

## Биоекологија
Брестови имају широку еколошку амплитуду. Неизбирљиви су према многим факторима спољашње средине. Станишта са екстремним колебањима фактора спољашње средине, која су најчешће у мањем или већем степену неприхватљива за развој шуме и раст дрвећа, представљају заједнице у којима брест преовладава.
Већина брестова спада у дуговечне врсте. Поједини примерци пољског бреста достижу старост од 500 година.

## Ареал
Иако је савремени ареал реликтног карактера (највећа раширеност брестова била је у миоцену), род је космополитски и захвата готово потпуно северну хемисферу, са изузетком Северне Америке, западно од Стеновитих планина. Северна граница ареала је иза поларног круга, на југу Скандинавије; јужна у Азији до Тајвана, провинција Јун-нан и Хај-нан (Кина); захвата северну Африку и на Америчком континенту, обухватајући Флориду, спушта се до Средње Америке: Костарика, Мексико, Панама. Висинско распрострањење такође је знатно: сибирски брест на Тибету расте до 3.900 m нв, а пољски брестови холандских полдера расту испод морског нивоа.
Код нас се од природе јављају три врсте брестова: пољски брест (Ulmus minor), вез (Ulmus laevis) и горски брест (Ulmus glabra). Од алохтоних врста чест је сибирски брест (Ulmus pumila) који показује инвазивна својства.

## Врсте рода Ulmus
Род обухвата 30-40 врста
| - Ulmus alata Michx. - Ulmus americana L. - Ulmus androssowii Litv. - Ulmus bergmanniana C.K. Schneid. - Ulmus canescens Melville - Ulmus castaneifolia Hemsl. - Ulmus changii W.C. Cheng - Ulmus chenmoui W.C. Cheng - Ulmus chumlia Melville & Heybroek - Ulmus crassifolia Nutt. - Ulmus davidiana Planch. | - Ulmus davidiana Planch. - Ulmus densa Litv. - Ulmus elliptica K.Koch - Ulmus elongata L.K. Fu & C.S. Ding - Ulmus gaussenii W.C. Cheng - Ulmus glabra Huds. - Ulmus glaucescens Franch. - Ulmus harbinensis S.Q. Nie & K.Q. Huang - Ulmus × hollandica Mill. - Ulmus ismaelis Todzia & Panero - Ulmus laciniata (Trautv.) Mayr | - Ulmus laevis Pall. - Ulmus lamellosa C. Wang & S.L. Chang - Ulmus lanceifolia Roxb. ex Wall. - Ulmus macrocarpa Hance - Ulmus mexicana (Liebm.) Planch. - Ulmus mianzhuensis T.P. Yi & Lin Yang - Ulmus microcarpa L.K. Fu - Ulmus minor Mill. - Ulmus parvifolia Jacq. - Ulmus procera Salisb. | - Ulmus prunifolia W.C. Cheng & L.K. Fu - Ulmus pseudopropinqua Wang & Li - Ulmus pumila L. - Ulmus rubra Muhl. - Ulmus serotina Sarg. - Ulmus szechuanica W.P. Fang - Ulmus thomasii Sarg. - Ulmus uyematsui Hayata - Ulmus villosa Brandis ex Gamble - Ulmus ×viminalis Lodd. ex Bean - Ulmus wallichiana Planch. |

## Општи значај
Човек сади брестове переко 2000 година у Европи, Средњој Азији и Кини, а као грађа, дрво бреста, користи се од најранијих времена о чему сведоче ископине насеља првобитне заједнице у Европи. Култни однос према врстама овог рода забележен је у митологији многих индоевропских народа. Редак изузетак су Римљани који су „држали да се сањарије кују у паклу од брестовине“. Ово веровање, међутим, није им сметало да, у доба царства, арбустуми, засађене шуме, обилују брестовима. По Варону то су биле мешовите шуме бреста, топола, чемпреса итд. Између редова била је винова лоза која се пузала уз стабла. Растојање између редова било је толико "да су у виноградих између дрвећа са једним волом плужити могли".
У многим веровањима азијских народа сеча и употреба брестовог дрвета представља табу. Ово је нарочито везано за пустињска племена која изразито цене сибирски брест (U. pumila) због особине да залази дубоко у пустињу где његово лишће и плодови представљају једину храну за људе и стоку.
Слично је и са хималајским брестовима (U. wallichiana, U. chumlia и U. villosa) који се традиционално саде у близини села да би се њихов лист користио за сточну храну, а влакнаста кора за ужад. У Пакистану влакна коре U. chumlia кувају се са вуном и од тога се прави веома топла одећа. Кора ове врсте представља један од састојака масти за исцељење прелома кости, а користи се и код посекотина и рана. Прах сасушене унутрашње коре служио је за различите облоге. Дрво U. villosa има разноврсну примену укључујући плугове, грађу и огрев. Веома често се сматра светим дрветом по селима, а нека гигантска стабла налазе се у близини храмова и гробова светаца у Кашмиру. У Кини се недозрели плодови U. pumila користе за салату. Поред ове врсте јестиви су и плодови U. macrocarpa и U. thomasi. Нарочито је за то подесна друга врста због крупноће плода и укуса који подсећа на лешник. Семе брестова садржи и до 32% уља специфичне масе 0.96 (при температури од 20 °C). Спада у групу кокосових уља, жутозелене боје, слаткастог укуса, јестиво је, а има употребу и као цењено техничко уље.
Староседеоци Јапана Аину верују да је брест (U. japonica) дрво које је прво створено и послато са неба у пуном узрасту. Ова врста је била важан део њихове економије. Уз помоћ сувих коренова трењем је паљена ватра. Од унутрашњег дела коре, гњечењем и испирањем у води, добијана су влакна за тканину од које је израђивана народна ношња аину. Мртва кора је употребљавана за покривање кућа и за спољашње (и унутрашње) зидове.
У традиционалној медицини северноамеричких Индијанаца употребљавана је слуз, коју обилно лучи унутрашњи део коре америчких брестова (U. rubra и ). Ову слуз су европски досељеници користили да утоле жеђ, а растворену у води, против упале грла и грозница.
У раним годинама колонизације Америке испод круна импозантних примерака америчког бреста одвијали су се многи значајни догађаји. Неки од ових историјских брестова још увек су у животу и премашују 30 m висине. Клипер пише о 10 најпознатијих историјских стабала у САД, од којих, три припадају бресту (U. americana).
Брест Пеновог уговора (The Penn Treaty Elm) представља најзначајније од свих историјских стабала јер означава место где је 1682. године William Penn на западној обали реке Делавер склопио уговор о миру са Индијанцима. Годину дана раније Пен је добио велико пространство - Пенсилванију од Краља Енглеске Чарлса II. Када је 1810. године невреме уништило овај брест, прсни пречник му је био око 2.5 m, а био је стар 423 године. Стабло и догађај приказао је романтичар Бењамин Вест на свом платну. То што лишће на платну није лишће бреста, подсећа да је Вест био уметник а не ботаничар.
Дрво слободе (The Liberty Tree) је брест уско повезан са догађајима који претходе стицању независности САД. Енглески парламент је 1765. донео "Stamp Act" према коме у колонијама штампа и разне трансакције (уговори, хипотеке...) морају да носе посебан порески печат. Патриоте из Масачусетса и других британских колонија кршили су овај омрзнути закон. На Хановер скверу у Бостону о столетни брест обешена је лутка са ликом лорда Бутеа творца Акта. Чланови групе, који су себе назвали синовима слободе, заклели су се под овим брестом и назвали га дрветом слободе. То је био чин издајства, па британски војници 1776. године секу и спаљују дрво слободе.
Трећи брест који према избору Клипера спада у десет најпознатијих стабала Америке је Вашингтонов брест (The Washington Elm). Испод круне овог бреста 3. јула 1775. генерал Џорџ Вашингтон преузима команду над Континенталном армијом близу Бостона. До 1923. године, до када је стабло било живо, веровало се да је веома старо и да представља остатак древних шума које су покривале ово подручје. После пребројавања годова установљено је да је стабло старо свега 204 године, па је у Вашингтоново време то било стабло са прсним пречником од 20-30 cm.
- Сибирски брест (Ulmus pumila) у пустињи Гоби.
- Вилијам Пен и Индијанци испод бреста 1683. (платно Бењамина Веста)
- Дрво слободе и догађаји око њега за време Бостонске чајанке.
- Вашингтонов брест (цртеж из Scribner's Magazine, мај 1876)
- Мотив бреста у кованом гвожђу на балкону у Паризу, као успомена на некада честу врсту у дрворедима Париза.
- Џиновско стабло бреста (Ulmus minor) у селу Стринилас на Крфу.

Цех пише о огромном бресту који се налази у дворишту завода за глувонеме у Паризу „Засађен је 1600, а зову га Салијев брест, он је последњи од оних које је наводно по налогу француског краља Анрија IV засадио познати државник Sully пред вратима једне париске цркве. Прсни пречник му је 6 m, а висина 45 m. Својом огромном круном надмашује тај брест скоро све зграде, које се у Паризу налазе.“
Лист "Политика" доноси у свом броју од 25. априла 1938. године (pp. 31.) напис о последњем бресту у Мачви. "У селу Мајуру, украј пута на шест километара од Шапца, још пркоси времену један брест, више познат у народном предању, него у историји. То је последњи остатак некадашњег Китога, „луга зеленога“, у коме је Лука Лазаревић задао последњи ударац турској војсци у бици на Мишару. Још и данас до врха овог бреста воде гвоздене степенице које су поставили Аустријанци. Преко њих су Аустријанци на врх износили митраљезе. На врху су још увек приковане даске на које су ти митраљези постављани. Данас је око старог бреста све узорано, а све мање зеленила на његовом врху речито казује да се приближава крај живота овог горостаса."
Обичаје и веровања нашег народа везане за брест бележи Чајкановић. Брест је познато демонско свето и лековито дрво. На његовим гранама нарочито радо седе виле јер на то дрвеће врагови не смеју. У Сретечкој жупи је „самовилско“ дрво под којим се не сме седети, ни пљувати, ни заспати. Код Шида помиње се један брест на коме има највише вила.
Брест се радо употребљава за запис и у том случају је табуиран. У Јошаници је 1913. године постојао огромни, врло стари брест, под којим је био запис. Када су сељаци, бежећи од Турака, створили ново насеље, изабрали су и нови запис, а овај брест нико није могао пресећи. Један је крешући гране пресекао секиром ногу и једва остао жив; други је пао главачке и угрувао се, а трећи сломио руку још на самом дрвету. Велики и разгранати примерци бреста обично се у нашем народу сматрају за светињу, и када је каква процесија, под њим свештеник застане и очита јеванђеље и даје благослов. Према веровању у Врањском Поморављу, од свег шумског дрвећа стари брест не ваља сећи јер тада нема „берићет“ у пољу и стоци. У Херцеговини се верује да се здухаћи бију брестовима између себе. У околини Лесковца постоје брестови за које се верује да су лековити. Из шупљине бреста код села Горњи Трњани, који је посечен 1942, болесници су захватали воду и умивали се. У народној медицини брест је доста познат као лек против зубобоље, црвеног ветра, привија се на убој и ране и сл. У селу Севцу на северним падинама Шар-планине годинама стоји осушено стабло ("запис") које по висини, дебљини и гранатости представља правог џина, и које нико не дира поштујући старо веровање.
О култном односу према бресту, а и биљкама уопште, сведоче и имена насеља. Од укупно 2850 дендротопонима забележених на подручју уже Србије по бресту носи назив 84 топонима (око 3%). Забележени су и ови називи: Брестовик, Бресник, Брешће, Брестовац, Брестовица, Бресница, Брестић, Брестови, Брестово, Брестовача, Бресје, Брестар, Бресничић, Брестак, Брестовачка река, Бресничка река... Брестови, заједно са воћкама, храстовима, липама, дреном, буквом, врбама, тополама и брезом, представљају најчешћу основу географских појмова изведених од имена дрвенастих биљака.

## Значај за пејзажну архитектуру и хортикултуру
Брестови су важна компонента шума, живица, ветробраних појасева и урбаних зелених простора широм умерене зоне северне хемисфере. Ово снажно, брзорастуће дрвеће прилагодљиво широком опсегу станишних услова, често сврставано међу најплеменитије лишћаре, појављује се у бројним облицима, величини и боји асимилационих органа. Златне и шаренолисне форме су често коришћене у геометријски уређеним парковима ранијих епоха. Отуда и релативно рани почетак селекције брестова и синтеза украсних клонова са овим особинама. Тако Милер 1752. описује U. minor 'Elegantissima Variegata' и 'Folia Flavescens'; U. procera 'Argenteo-Variegata' је синтетисана у Енглеској 1770, исте године Вестон описује култивар U. glabra 'Albo-Variegata'; U. carpinifolia 'Marmorata' настаје у Француској око 1772, U. carpinfolia 'Wredei' је Немачки култивар синтетисан 1877, а исте године у Белгији U. x hollandica 'Purpurascens'; U. campestris 'Variegata' настао је у 19. веку у Белгији, а U. glabra 'Lutescens' у Немачкој, око 1885.
Паралелно, првенствено у В. Британији, где брестови представљају неодвојиви део пејзажа, издвајају се таксони према облицима круне и општем изгледу, који су најчешће настали спонтано од самониклих или рано интродукованих и одомаћених врста. Постоји седам брестова типичних за Британију, а то су поред основних врста U. procera, U. glabra и U. carpinifolia, форме пољског (U. carpinifolia var. cornubiensis издвојен око 1770. и var. sarniensis издвојен 1836) и холандског хибридног бреста (U. hollandica 'Vegeta' и 'Hollandica' оба енглеска клона настала 1750. и 1814). Војвода од Монтагуа (енгл. Duke of Montagu, 1690–1749), чији је надимак био "Planter John", основао је преко 100 km брестових авенија у Нортхемптонширу.
Почетком 20. века од 90.000 стабала у дрворедима Париза брест је одмах иза платана по заступљености, а следе кестен и јавор. У Северној Америци, амерички брест (U. americana) је био омиљено дрво за садњу у дрворедима урбаних зона. На истоку САД и Средњем Западу готово да нема града без „улице брестова“ (Elm street). Амерички брест малтене је синоним за дрворедну садницу и солитер на травњаку. Космополитска употреба бреста као дрвета које треба да обезбеди дубок хлад огледа се и у обичају у Ташкенту (Узбекистан) да се гост служи чајем испод бреста (U. densa и U. 'Androssowii'). Масовну употребу ових врста густе округласте или нешто издужене круне, које готово да не пропусте ни зрак сунчеве светлости, на улуцама, у парковима и баштама градова Закавказја, Предње и Средње Азије, истичу многи аутори.
Специфичности еколошких услова градске средине данас, као што је загађена атмосфера, неповољне физичке и хемијске особине супстрата, глобално отопљавање услед ефекта стаклене баште итд., налажу да се врсте, или унутарврсни таксони који се употребљавају у озелењавању насеља одликују низом особина који ће им омогућити опстанак у оваквим условима. Неизбирљивост према земљишту, брз раст, отпорност према атмосферским загађењима и суши само су неке од особина које брестове сврставају у групу биљака погодних за градске услове. Поред тога допадљив изглед већине врста које припадају овом роду је разлог више да се оне употребе и тиме, поред биолошке оправданости примене, задовоље и естетске моменте. Поред дрвореда, брестови се користе и за групимичну и солитерну садњу у различитим категоријама зелених простора, а неке од врста успешно се користе и за живе ограде. Посебно су захвални, због брзог раста, за категорије где се желе што бржи ефекти, а због отпорности према загађењу средине, погодни су за индустријске зоне. Сви брестови су и медоносне врсте.
Како се у новије време и код нас све чешће на тржишту појављују бонсаи форме (盆栽) - патуљасто дрвеће гајено на традиционалан јапански начин, треба напоменути да у Јапану, где је бонсаи тржиште економски веома важно, неки од брестова имају знатно учешће у овој производњи. Посебно цењена врста за ове потребе је U. parvifolia која се употребљава најчешће за групну садњу, формирање „минијатурних пејзажа“, као и за комбинације са каменом. Нагомилавањем вековног искуства у овој области, произвођачи минијатурних биљака довели су у везу неке морфолошке особине биљака са потенцијалом да буду гајене на овај начин. Те особине имају и свој посебан термин и називају се „јацубуша“ карактеристике. Буквално термин „јацубуша“ значи осам пупољака, а илуструје најважнију особину ових форми - појаву вишеструких пупољака у пазусима листова. Поред вишеструких пупољака, у ове карактеристике се убрајају и кратке интернодије, мали листови, спавајући пупољци, тврдо дрво и патуљаст раст. Ситнолисни јапански брест има више издвојених форми са јацубуша карактеристикама, а најзначајније две су U. parvifolia 'Yatsubusa' и U. parvifolia 'Yatsubusa-Hokkaido'. Нарочито је атрактивна друга због изразито ситних листова који личе на папрат. Године 1981, од неколико хиљада халф сиб потомака сибирског бреста, добијених из семена сакупљеног из популација на Новом Београду, издвојена једна индивидуа са типичним јацубуша особинама.

## Хортикултурне форме брестова
- Горски брест са висећим гранама (U. glabra 'Pendula') калемљен на сибирски брест (Парк Ћирило и Методије - Београд).
- Изглед круне U. glabra 'Pendula' калемљеног на сибирски брест (Парк Ћирило и Методије - Београд).
- Садница шаренолисног пољског бреста.
- Златни брест.
- Ситнолисни жбунасти клон хибридног бреста .
- Жбунаста форма горског бреста.
- Бонсаи брест.

## Значај за шумарство
Дрво брестова - брестовина је прстенасто порозно једричаво и са јасним годовима, сразмерно тешко, чврсто и еластично, врло отпорно на цепање и труљење. Због тих особина, а и особине да се лако обрађује, брестовина је вековима коришћена за главчине точкова, и коларско дрво уопште, подводно коље, дрвене водоводне цеви, лопатице млинских точкова и градњу бродова, али и за намештај, фурнир, облоге, грађу за патосање, паркет, кундаке, прагове, сандуке, диреке за дрвене ограде, спортски прибор, луле, играчке, токарско дрво, кутије и гајбице. Од бреста се најчешће добијају следећи сортименти: фурнирски трупци, трупци за резање, резана грађа, неокрајчене даске; и споредни производи: сировина за добијање поташе (пепео садржи 77,3% калијумкарбоната), лика за плетење, кора за штављење и бојење у жуто.
Поред већ наведених, брестовина има и употребну вредност за израду сандука за паковање тешких машина, бочно облагање стаја, сеника, излетничких кућа са рустичним ефектима, глава за дрвене маљеве, седишта за столице (гаранција да кроз њих неће пропасти тежи човек када стане ногама и усправи се). На доковима и у лукама користе се балвани и скеле од брестовине због отпорности на абразију од шљунка и пловних објеката. Раније од брестовине су прављене пумпе за воду, и водоводне цеви. У Лондону после 200 година још увек се могу ископати делови потпуно очуваних цеви. Ако се користи у ове сврхе за брестовину је важно да буде влажна без прекида јер истовремено излагање влаги и ваздуху изазива појаву гљива трулежница дрвета на њој. Такође се истиче тврдоћа и отпорност на цепање и лакоћа обраде алатом за резање, али не и оним за цепање. Естетска вредности дрвета је висока, оно црвенкастобраон боје и живахног изгледа због смењивања различитих димензија трахеја и трахеида у годовима.
Брестовина је у Америци имала далеко већу употребну вредност него у Европи. Године 1918. наводи се 31 област у оквиру које се од брестовине прави скоро 300 производа. Поред осталог, дрво америчког бреста налази примену у пољопривреди, служи за израду 43 типа сандука и кутија, делова за разне четке, у производњи различитих превозних средстава, млекарству и живинарству, за закивке, лифтове, елементе дечјих игралишта, у сликарству и вајарству (за рамове и калупе), за намештај и уређење ентеријера (у 84 различита производа), за држаље и различите ручке, музичке инструменте (делове за бенџо и клавире), делове за прибор за прање рубља, делове за различите типове машина, кућишта за телефонске апарате, седла, чекрке, довратке и врата, за градњу бродова и чамаца, знакова и табли са информацијама, силоса, спортских реквизита (рамова за тениске рекете, билијарске столове...), играчака... Сигурно је да би данас овај списак био и другачији и вероватно краћи, због све чешћих замена за дрво у многим областима живота, али сразмерно нимало краћи од оног који би изразио општу употребну вредност дрвета.
Пољски брест треба гајити на станишту врба, топола, лужњака-јасена, китњака-граба, цера-сладуна, црног јасена-грабића (на нижим деловима, са очуваним земљиштем, који нису екстремно суви и инсолирани), низинске букве (на топлијим и сувљим деловима), као и на песковима и чернозему. Брдски брест треба садити на стаништима низинске букве и букве-јеле. Погодан је за мелиорације деградираних букових шума.
Обе врсте долазе у обзир за гајење у мешовитим културама, прва са лужњаком, а друга са буквом. Пошумљавање се обично врши једногодишњим и двогодишњим садницама, односно полугодишњим и једногодишњим садницама. Приликом пресађивања, садницама се без штете може скратити надземни део и корен. Директна сетва на терену се не примењује због лаког семена које се сеје на врло малој дубини и које због тога ветар и вода лако разносе. Поред тога, брестово семе има врло мали проценат клијавости. Једино на добро обрађеном, равном земљишту могу се од сетве очекивати извесни резултати.
Као брзорастуће и врсте отпорне на ветрове и со, брестови се обично саде у заштитне појасеве дуж морских обала у Европи. Такође се широко користе и за ветробране појасеве на великим пространствима у преријама САД, где релативно мали број врста може да опстане. У комплексу мера заштите земљишта од ерозије вода и ветра, огроман је значај заштитних шумских појасева, којих је до 1977. у бившем Совјетском Савезу било преко 120, чије је укупно простирање 13.000 km. Они захватају различите географске зоне (шумостепе, степе, полупустиње) и различите подлоге (од чернозема до светлосмеђих земљишта и солончака), а у појединим областима учешће сибирског бреста је 88-94% У Волгоградској области 100.000 ha заштитних појасева је под сибирским брестом. Урод житарица на овим пољима на веома сиромашним земљиштима (солончак) са 1000 kg/ha чистог зрна повећао се на 2700 kg/ha, захваљујући првенствено могућности да се формира снежни покривач, који би без појаса био одуван снажним ветровима.
Брестов лист је био омиљена сточна храна на широким пространствима од доба Старог Рима, а и у наше време не треба занемарити његов значај у агрошумарству неразвијених земаља Азије. По хранљивој вредности брестов лист спада међу најбоље од шумских врста. Садржи 6,75% азотних састојака, 1,22% масти, 21,18% безазотних састојака, 3,67% целулозе и 4,57% пепела. Од витамина садржи С и Е. Брестова стеља се брзо разлаже, што утиче на боље одржавање тла. U. pumila представља врсту која обогаћује земљиште хранљивим састојцима, нарочито калцијумом и силицијумом.
U. fulva и U. laevis спадају у групу врста за штављење, а иситњена кора неких врста служи за добијање плуте.

## Холандска болест и последице
Са појавом "холандске“ болести брестови постепено исчезавају, лишавајући шумарство драгоцених економских и мелиоративних врста које припадају овом роду. Из истих разлога пејзажна архитектура прекраћена је у употреби брестова у оплемењивању урбаних средина и ванградских предела.
Од 1919. године, када је први пут забележен изазивач „холандске“ болести, гљивица Ceratocystis ulmi (Buisman) C. Moreau, зараза још увек задржава карактер епифитоције угрожавајући врло осетљиве европске и америчке врсте. Гљивица изазива трахеозу, зачепљење спроводних елемената, а тиме и потпуно сушење биљке. Зараза се шири уз помоћ брестових поткорњака који споре гљивице уносе директно у зону спроводних ткива и представљају векторе заразе.
Најчешће се наводе две претпоставке о појави патогена. Према једној, помало романтизованој, 100.000 кинеских кулија који су у време  светског рата копали ровове и градили фортификацијске објекте у северној Француској, своје ствари донели су у корпама плетеним од брестовог прућа, а са прућем и гљивицу. Друга нешто реалнија претпоставка је да је до тада сапрофитска гљивица под утицајем иперита, за који се зна да има мутагена својства, и који је у то доба коришћен на бојиштима северне Француске, прешла у вирулентни облик. Аутори се са сумњом односе према обе претпоставке јер су се и кулији и иперит појавили на сцени када су прве заражене гранчице из околине Тилбурга биле послане Служби за заштиту биљака у Вагенинген. Неки аутори тврде да је сушење отпочело много раније - половином 19. века. Према другим ауторима поставља се питање да ли је примарни узрок патоген или група абиотских фактора. Промена макроклиматских фактора и регулација вода нарочито утичу на физиолошко слабљење дрвећа у низијама, а тиме и брестова, који тек тако ослабљени бивају нападнути гљивицом. Но без обзира на поузданост теорија којима се објашњава појава гљиве, следеће чињенице су неоспорне, агресивност и висока вирулентност патогена и његова прилагодљивост и променљивост.
- Култура Ophiostoma_ulmi на вештачкој подлози.
- Почетак сушења бреста оболелог од холандске болести.
- Периферијско сушење круне - типични симптом холандске болести бреста.
- Терминална фаза холандске болести.
- Ходници брестовог поткорњака - вектора холандске болести.
- Брестов поткорњак (Scolytus scolytus) - имаго.

Најважније промене патогена везују се за његово ширење на запад и исток. Прва промена везана је за ширење болести на Северну Америку, у коју је зараза пренесена на трупцима за градњу бродова 1929. године. Са променом средине долази до појаве вирулентнијег облика о чијем се пореклу ништа поуздано не зна. На трупцима бреста овај сој се 1960. године преноси у Европу из Канаде и своје катастрофално дејство испољава нарочито у Енглеској где страда 2/3 од 24.000.000 енглеских брестова. Од овог варијетета, познатог као „западни“ страдају и до тада отпорни клонови тако да се њихова употреба своди на минимум.
Око 1980. у Европу се из Совјетског Савеза преноси форма позната као „источна“, која такође својом вирулентношћу чини још неколико до тада отпорних клонова неупотребљивим или мање употребљивим.
У Југославији холандска болест је забележена одмах после I светског рата, и то у западном делу где се од 1927—47. године посушило преко 5.000.000 стабала (више од 2.000.000 3 дрвне масе. Ширењем, према истоку 1943. године бележе се значајна сушења стабала са прсним пречником од преко 80 cm, на подручју сремских шума, ка Београду. У исто време брест се масовно суши и Банату, ка румунској граници, а нешто касније јавља се и у Босанској Посавини, да би 1980. године констатовано практично сушење свих брестова, нарочито у низинама.
Данас у фитопатологији влада мишљење да холандску болест изазивају три врсте гљива из одељка Ascomycota (Berk. 1857) Caval.-Sm. 1998 реда Microascales Luttr. ex Benny & R.K. Benj.(1980): (1)Ophiostoma ulmi (Buisman) Melin & Nannf. (1934), која је напала европске брестове 1919 (синоними: Graphium ulmi M.B.Schwarz (1922), Ceratostomella ulmi Buisman (1932), Ceratocystis ulmi (Buisman) C.Moreau (1952)); (2) Ophiostoma himal-ulmi Brasier & M.D. Mehrotra (1995), ендемична, екстремно вирулентна врста западних Хималаја и (3) Ophiostoma novo-ulmi Brasier (1991), која је прво описана у Европи и Северној Америци 1940. године, и која је десетковала брестове у оба подручја до касних 60-их година 20. века. Порекло O. novo-ulmi је непознато, а претпоставља се да је хибрид између O. ulmi и O. himal-ulmi.

## Борба против епифитоције
Решавање проблема сушења брестова пролазило је кроз различите фазе: од релативне пасивности и тражења замене врстама сличних особина, преко заштите појединих стабала фунгицидима и контроле вектора заразе (брестових поткорњака), до активног приступа проблему - синтези клонова отпорних на болест и њиховом масовном размножавању. Отпорност на патоген тестира се троструком вештачком инокулацијом коктела сојева  у камбијум индивидуа добијених из различитих укрштања. Индивидуа која преживи, сматра се отпорном и представља ортету будућег отпорног клона. Ортета се размножава искључиво аутовегетативним методама, чиме потомство (рамете), због истоветне генетске структуре (истог генотипа) остаје отпорно. Отпорни клонови се у пракси успешно размножавају зеленим, зрелим, коренским и калусним резницама, као и културом ткива.
- Вештачка инокулација вирулентних сојева  у камбијум бреста.
- Резултати вештачке инокулације - испољавање отпорности.
- Ожиљавање зелених резница под вештачком измаглицом.
- Ожиљеница зреле резнице бреста (једна од метода за клонско размножавање брестова).
- Коренске резнице (једна од метода за клонско размножавање брестова).
- Калусни избојци бреста - извор калусних резница (једна од метода за клонско размножавање брестова).
- Отпорни клон бреста у фази мултипликације in vitro.

Током више од девет деценија реализован је читав низ клонова који у себи мање или више сједињује две тражене особине: отпорност и одговарајућу форму и димензије. У овоме предњаче истраживачи из Холандије, САД и Канаде.
Холандски програм може се укратко свести на три „генерације“ клонова. Прва је реализована тридесетих и четрдесетих година и састојала се од два клона U. x hollandica 'Christine Buisman' (1936) и U. x hollandica 'Bea Schwarz' (1947) настали селекцијом генеративног потомства европских провенијенција. И поред осредњег изгледа, незадовољавајућег пораста и осетљивости првог према рак ранама изазваним гљивицом Nectria cinabariana Tode ex Fries широко су примењивани до појаве агресивнијих сојева холандске болести не само у Холандији већ и у САД и Италији.
Другу генерацију представљала су два међуврсна хибрида U. 'Commelin' (U. x hollandica 'Vegeta' x U. carpinifolia 1) и U. 'Groeneveld (U. glabra x U. carpinifolia 1)'. Синтетисани су 1960. и 1963. године од родитеља који су европске врсте. Од тада до 1980. године продато је око 1.000.000 садница. Последњих година њихова употреба ограничена је на боља станишта због релативне осетљивости према агресивним сојевима и преобилног цветања на сиромашним стаништима што проузрокује истањеност круне и појаву голих делова.
У 1973. години појављена је трећа генерација са различитим европским мушким родитељима и истим женским (U. wallichiana x U.glabra 'Exoniensis') са релативно високом отпорношћу према агресивним сојевима. Чине је три клона које је синтетисао др Heybroek из "Dorschkamp" Института за шумарство и планирање предела -Wageningen (Холандија): (1) Ulmus 'Dodoens' Семе из кога је настао овај клон сакупљено је 1954. године са клона 202 (U. glabra 'Exoniensis' x U. wallichiana P39) у процесу слободне полинације, а неке његове особине указују на могућу самооплодњу. Клијавац који је добио ознаку 494 показао се супериорним. Клон је укључен у пољске огледе од 1967/68. године. Регистрован је 1973. године под називом U. 'Dodoens' по Rembert Dodoens-у (1516—1585) познатом лекару, ботаничару и професору Лајденског универзитета по коме је назван и род тропских биљака Dodonaea Mill. (Sapindaceae).
(2) Ulmus 'Lobel' добијен је укрштањем клонова 202 x 336 изведеним 1954. године. Од целокупног потомства издвојена је једна индивидуа задовољавајућих особина, клон 454. Материнска биљка, клон 202, је хибрид добијен 1938. године укрштањем U. glabra 'Exoniensis' x U. wallichiana P39. Овај клон је вазолико пирамидалан са лепим тамним листовима који касно опадају, и умереном резистентности према холандској болести. Мушки родитељ, клон 336, добијен је самооплодњом U. x hollandica 'Bea Schwarz', ситнолисног дрвета, кратког, правог стабла, брзог раста и високим степеном отпорности.
Вишеструким вештачким инокулацијама различитим сојевима спора Ceratocystis ulmi у расаднику утврђена је потпуна отпорност према мање вирулентнијим сојевима и висок степен отпорности према агресивном соју идентификованом у Великој Британији 1971. године. Име 'Lobel' клон добија у част Matthias de l'Obel-а (1538—1616) научника на пољу медицинских наука, личног лекара  и ботаничара по коме је и род Lobelia L. (Campanulaceae) добио име.
(3) Ulmus 'PLANTYN' (syn: U. 'PLANTIJN') добијен је 1954. године укрштањем клонова 202 x 302, и прелиминарно означен бројем 496. женски родитељ је као и код претходна два клона, а отац је клон настао 1944. године укрштањем клонова пољског бреста (1 x 28). женски родитељ и овог клона, U. carpinifolia 1, француског је порекла, а био је и мушки родитељ клонова „друге генерације“ холандских клонова (U. 'Commelin' и U. 'Groeneveld'). Име по Cristoffel Plantijn-у (1514—1589) који је радио као штампар и издавач у Антверпену и био пријатељ Лобела и Додоенса, издавао њихова дела и бодрио их у раду.
У САД постоји више центара у којима се ради на синтези отпорних клонова бреста: University of Wisconsin, Madison (са клоновима U. 'Regal', U. 'Sapporo Autumn Gold' и U. 'American Liberty'), Morton Arboretum, Chicago (U. 'Accolade' и U. 'Denada'), Nursery Crops Laboratory USDA, Delaware - Ohio (U. 'Urban', U. 'Homestead' и U. 'Pioneer'), Oklahoma State University, Stillwater (U. 'Prairie Shade')...
Канадски клонови U. 'Jacan', U. 'Thomson' и U. 'Mitsui Centennial' такође показују висок степен отпорности према холандској болести.
У Русији најважнија два центра за проучавање холандске болести и синтезу на њу отпорних клонова су Свесавезни истраживачки институт за шумарство и механизацију (ВНИИЛМ) у Пушкину, близу Москве, где се више проучава фитопатолошко-ентомолошки аспект проблема, и Свесавезни институт за агрошумарство (ВНИАЛМИ) у Волгограду, где се врши селекција отпорних клонова првенствено сибирског бреста за употребу у заштитним појасевима.
Стање у нашој земљи у погледу рада на превазилажењу сушења бреста, судећи према недостатку објављених радова из те области, одликује се крајњом неактивношћу Још од појаве болести па до данас никакви посебни прописи везани за њено сузбијање и контролу њених вектора нису донесени, осим спорадичних мера заштите од поткорњака ловним стаблима и одсецања заражених грана. Још 1975. је предложено да се низијски брестови ставе под заштиту закона као реткости, и да се спречи свака сеча здравих стабала, уз истовремену обавезну сечу оних на којима се манифестују већ први знаци болести.
Радови на селекцији отпорних индивидуа су застали у фази њихове прве детерминације (без провере отпорности вештачком инокулацијом). Претпоставља се да постоји корелацију узмеђу отпорности и структуре коре. Стабла са уздужно испуцалом кором у виду трака препоручују се као полазни материјал, као и она која су у жариштима највеће заразе преживела. И поред ових корисних сугестија изречених пре више од четрдесет година реализованих и регистрованих домаћих клонова нема; рад на интродукцији страних отпорних клонова или отпорних врста своди се углавном на високорезистентну азијску врсту U. pumila L. са којом није било покушаја контролисаног укрштања са аутохтоним врстама.
Селекција стабала самониклих врста жељених особина и интродукција отпорних таксона су извори за стварање колекција полазног материјала за синтезу клонова који би били прилагођени нашим стаништима, наслеђујући ову особину од домаћих родитеља, а истовремено и отпорност од родитеља отпорних селекција. Овакав прилаз је једино оправдан и представља краћи пут јер је вероватноћа да новосинтетисани клонови буду отпорни далеко већа, а истовремено се смањује ризик од могуће неприлагођености интродукованих таксона условима наших станишта.
Већ је истакнут неупоредиво већи степен променљивости патогена у односу на биљку домаћина, због краћег животног циклуса а и посебној склоности овог микроорганизма ка мутацијама, које, највероватније, представљају чак и узрок појаве холандске болести. Због честе појаве нових, често вирулентнијих, сојева потреба за сталном синтезом нових клонова је једини начин да се „иде у корак“ са патогеном.
-George Ware, Smalley и Guries творци америчких отпорних клонова у одељку брестова арборетума Мортон у Чикагу.
- селекционер треће генерације отпорних холандских клонова.
- Садница Ulmus 'Lobel' у расаднику Bruns, Bad Zwischenahn.
-Ulmus 'Dodoens' у ботаничкој башти Kew Gardens у Лондону.
-Ulmus 'Sapporo Autumn Gold' и Ulmus 'Regal' (селекционери: Smalley and Guries).
- Међуврсни клон Ulmus x 'Fremont' (pumila x rubra) и клон сибирског бреста Ulmus pumila 'Dropmore' у Арборетума Универзитета у Висконсину - Медисон.
- Клон Ulmus 'Accolade' у Мортон арборетуму код Чикага.